# A Passage in Time
| Críticas profissionais | Críticas profissionais |
| Avaliações da crítica  | Avaliações da crítica  |
| Fonte                  | Avaliação              |
| ---------------------- | ---------------------- |
| allmusic               | [ 1 ]                  |
| Piero Scaruffi         | 6/10                   |

A Passage in Time é uma coletânea da banda australiana Dead Can Dance. Originalmente lançada apenas nos Estados Unidos em 1991, foi mais tarde lançada no resto do mundo em 1998.
As faixas provém predominantemente dos então mais recentes álbuns da banda, Aion e The Serpent's Egg, não fazendo parte da compilação nenhuma faixa do seu álbum de estreia, Dead Can Dance, incluindo a canção homónima que deu o nome à compilação. No entanto, duas novas faixas foram gravadas exclusivamente para esta compilação, "Bird" e "Spirit".

## Faixas
| N.º | Título                                               | Compositor(es) | Álbum                           | Duração |  |
| 1.  | "Saltarello"                                         | Tradicional    | Aion                            | 2:36    |  |
| 2.  | "Song of Sophia"                                     | Dead Can Dance | The Serpent's Egg               | 1:23    |  |
| 3.  | "Ullyses"                                            | Dead Can Dance | The Serpent's Egg               | 4:53    |  |
| 4.  | "Cantara"                                            | Dead Can Dance | Within the Realm of a Dying Sun | 5:52    |  |
| 5.  | "The Garden of Zephirus"                             | Dead Can Dance | Aion                            | 1:19    |  |
| 6.  | "Enigma of the Absolute"                             | Dead Can Dance | Spleen and Ideal                | 4:12    |  |
| 7.  | "Wilderness"                                         | Dead Can Dance | Aion                            | 1:23    |  |
| 8.  | "The Host of Seraphim"                               | Dead Can Dance | The Serpent's Egg               | 6:17    |  |
| 9.  | "Anywhere Out of the World"                          | Dead Can Dance | Within the Realm of a Dying Sun | 5:05    |  |
| 10. | "The Writing on My Father's Hand"                    | Dead Can Dance | The Serpent's Egg               | 3:50    |  |
| 11. | "Severance"                                          | Dead Can Dance | The Serpent's Egg               | 3:21    |  |
| 12. | "The Song of the Sybil"                              | Tradicional    | Aion                            | 3:45    |  |
| 13. | "Fortune Presents Gifts Not According to the Book"   | Dead Can Dance | Aion                            | 6:03    |  |
| 14. | "In the Kingdom of the Blind The One-Eyed are Kings" | Dead Can Dance | The Serpent's Egg               | 4:09    |  |
| 15. | "Bird"                                               | Dead Can Dance |                                 | 5:00    |  |
| 16. | "Spirit"                                             | Dead Can Dance |                                 | 4:59    |  |